# 土屋登喜蔵
土屋 登喜蔵（つちや ときぞう、生年月日不明 - ）は、株式会社フジランド及び株式会社フジテレビKIDSの元代表取締役社長。元フジテレビジョンプロデューサーで、アニメ番組を担当していた。

## 担当番組

### アニメ
- Dr.スランプ アラレちゃん (1981年 - 1986年、企画、プロデューサー)	 
  - Dr.スランプアラレちゃん ペンギン村英雄伝説(1982年、企画、プロデューサー)
- 新竹取物語 1000年女王 (1981年 - 1982年、企画)
- パタリロ!(1982年- 1983年、企画)
- ふたり鷹 (1984年 - 1985年、企画)
- あした天気になあれ (1984年 - 1985年、企画)
- ベムベムハンターこてんぐテン丸 (1983年、企画)
- ハイスクール!奇面組 (1986年 - 1987年、企画)
- ドラゴンボール (1986年 - 1988年、プロデューサー)